# منطقة السياج (النقب)
السياج هو الاسم الذي أطلقته المنظمات العسكرية الصهيونية على المنطقة التي حاصروا فيها معظم سكان النقب البدو، خلال النكبة وفترة الحكم العسكري، والتي تمتد شمال شرق النقب في المنطقة الواقعة بين بئر السبع عراد، ديمونا ويروحام، وكان الهدف من هذا الحصر، هو نقل عرب النقب من أراضيهم التاريخية التي تتوزع على كامل منطقة النقب التاريخية، إلى منطقة محصورة بإمكان الحاكم العسكري والعصابات الصهيونية السيطرة على البدو فيها، وتقليل عمليات التهريب ومنع عرب النقب من التواصل مع الامتداد العربي في باقي مساحة فلسطين التاريخية.

## البدو في النقب
يعتبر البدو في النقب، المجموعة العربية الإسرائيلية الوحيدة التي لا تزال تربطها علاقة ملكية على الأراضي على نطاق واسع، وذلك على الرغم من اقتلاعها من أراضيها الأصلية التي كانت تقطنها عند قيام الدولة، ونقلها عنوةً إلى مناطق جديدة، وعلى الرغم من مصادرة الأراضي المكثفة التي عانت منها في هذه المناطق أيضاً. من جهتها، تتنكر الدولة رسمياً ومبدئياً لهذه العلاقة بين البدو وأراضيهم، لكنها تعترف بها على المستوى العملي.  يمكن القول أن البدو في النقب هم المجموعة الإسرائيلية الكبيرة الوحيدة التي لا تضع أقدامها على أرض ثابتة ومستقرة. فمنذ العام 1948، يناضل البدو ليس فقط من أجل الحصول على اعتراف الدولة بحقّهم بالملكية على أراضيهم، إنما أيضاً من أجل الحصول على الخدمات التي توفّرها الدولة لبقية الإسرائيليين، كي يتسنى لهم ممارسة حياة عادية في النواحي المجتمعية والثقافية وفي مجال العمل. وبينما لا يزال البدو يناضلون من أجل كل هذه الأمور، تعمل حكومات إسرائيل المتعاقبة وبشكل منهجي على تجريدهم من أراضيهم وحصرهم داخل عدد قليل من البلدات وإقصائها عن مخططاتها في مجال التطوير، وتعاملها على أنها مجموعة غير مهمة بالنسبة للمجتمع والاقتصاد الإسرائيليين.

### البدو في القرى الغير معترف بها
يعيش البدو الذين يقطنون القرى غير المعترف بها، داخل ما يشبه الفقاعة القانونية - السياسية، حيث انهم يُمنعوا من إقامة البيوت الثابتة، كما يُحرمون من حق أساسي وهو تسجيل مكان سكناهم في بطاقة الهوية، ولا وجود لسلطة محلية في قراهم، ويحرمون من ممارسة الحق السياسي الأساسي في الترشيح والاقتراع للسلطة المحلية، ويحرمون كذلك من الحصول على الخدمات الحكومية الكاملة، ومن ممارسة الحق الأساسي في الملكية كامتلاك وبيع العقارات السكنية. إضافة إلى كل ذلك، يقبع سكان القرى غير المعترف بها تحت سيطرة الهيئات المختلفة التي أقامتها الدولة للتفرد بالسيطرة عليهم، بمنأى عن بقية الإسرائيليين. 

### البدو في البلدات المدنية
البدو الذين انتقلوا إلى البلدات المدنية التي أقامتها لهم الدولة، فهم يعيشون داخل فقاعة سياسية-اقتصادية: فمن ناحية هنالك غياب للبنى التحتية والتشغيلية اللائقة، التي بإمكانها أن توفّر لهم حياة اقتصادية ومعيشية كتلك التي يتمتع بها جيرانهم من اليهود، ومن الناحية الأخرى- وكغيرهم من البدو الذين يعيشون في القرى غير المعترف بها- يتم إعادة تغييبهم من مخططات التطوير الحكومية، سواء كانت قطرية، أو حتى تلك التي تقتصر على منطقة النقب. يعيش البدو اليوم في ظل غياب الموارد الجماهيرية/العامة التي توفر التنمية الاقتصادية، ويندرجون في أسفل سلّم الأولويات الحكومي. وفي الوقت ذاته، يعتبر المجتمع في النقب- الذي يشكّل البدو 25% منه- مجموعة سكانية ضعيفة ومعزولة، حيث تعمل كل مجموعة بداخله لتدعيم ذاتها، دون أي تعاون مع جاراتها. وفي ظل هذه الوضعية، يعتبر البدو أكبر الخاسرين. لكن، وعلى الأمد البعيد ستكون الخسارة من نصيب مجتمع النقب برمته. 

## منطقة السياج – النقب منذ عام 1948
عشية قيام دولة إسرائيل، قطن النقب ما يقارب الـ 70000 بدوي، أقام غالبيتهم في شمال غرب المنطقة. هرب معظم هؤلاء أو طردوا خلال المعارك في 1948، وبقي منهم بعد الحرب حوالي 11,000 بدوي. قامت حكومة إسرائيل بتجميع هذه البقية الباقية داخل «منطقة السياج» الواقع شمال شرق النقب، في المنطقة الواقعة بين بئر السبع، عراد، ديمونا ويروحام. في العام 1950، سُن«قانون الأملاك المتروكة» (أملاك الغائبين)، والذي أتاح للدولة مصادرة أراضي العرب الفلسطينيين الذين هربوا أو طردوا خلال الحرب، ومن ضمنها أراضي البدو الغائبين منهم، والذين نقلوا إلى منطقة السياج، وتسجيلها كأراضي دولة. في العام 1953 سُن «قانون امتلاك الأراضي- تصريح عمليات وتعويضات» ومن خلاله أصبحت المصادرات المذكورة سارية المفعول. 

### ملكية الأراضي، دعاوي وتعويضات
مقابل المحاولات لتجميع البدو داخل عدة بلدات، نشأ مسار من المداولات حول قضية الملكية على الأراضي في منطقة السياج. ومنذ العام 1950 قدم البدو عدد من الدعاوى لتسجيل الملكية على الأراضي. بالمقابل، ادعت الدولة أن البدو لا يملكون أي دليل ملكية على الأراضي؛ وأضافت أن المصادقات على دفع الضرائب التي قدمها البدو ضاعت في أرشيف الدولة. في العام 1969، أقامت الدولة منظومة قضائية لتسوية قضايا الأرض، وتقدم البدو ضمنها بدعاوى ملكية على 991,000 دونم، ومن بينها 200,000 دونم خارج منطقة السياج التي كانت الدولة قد سجلتها باسمها. ويصل مجموع الأراضي التي لم تنظم ملكيتها حتى اليوم إلى 650,000 دونم. 

### القرى غير المعترف بها: قصة المواطنين غير المرئيين
يقطن حوالي 76 ألف مواطن بدوي في 45 قرية غير معترف بها من قبل السلطات، ولا تظهر في الخرائط الرسمية للدولة. بعض هذه القرى كان قائماً قبل قيام الدولة، والبعض الآخر أقيم في الخمسينيات عندما طردت القبائل البدوية من شمال غرب النقب إلى منطقة السياج. لا تحصل القرى غير المعترف بها على الخدمات الحكومية المنظّمة، وينعدم فيها جهاز الحكم المحلي. تتكون المباني القائمة في هذه القرى من مواد غير صلبة تحسباً من عمليات الهدم التي تنفذها السلطات. بالإضافة إلى ذلك، تنعدم المؤسسات عامة والشوارع الموصلة.  ما يزيد عن نصف البيوت ليست موصولة بشبكة المياه، ويضطر المواطنون القيام بخطوات مختلفة من أجل الحصول على المياه. لم توصل هذه القرى أيضاً بشبكة الكهرباء، ومعظم السكان لا يملكون الثلاجات، كما وتفتقر الشوارع للإنارة. ينعدم في هذه القرى أيضاً جهاز الصرف الصحي مما يؤدي إلى إسقاطات بيئية وصحية خطيرة. تمر من بعض القرى قنوات صرف صحي مكشوفة تأتي من البلدات اليهودية المجاورة. تفتقر جميع هذه البلدات إلى هيئة لتجميع القمامة. تتميز أجهزة الصحة والتعليم والرفاه في القرى غير المعترف بها بمستواها البائس: العيادات القائمة غير كافية وهي توفر الخدمات الأساسية فقط. يقتصر ما تقدمه المدارس ومكاتب الرفاه الاجتماعي على الخدمات الأساسية فقط.

### الوضع الاقتصادي
خلال معظم سنوات القرن الـ20، كانت الزراعة مصدر رزق البدو الأساسي. لكن الزراعة البدوية تضررت كثيراً تحت سيطرة الحكم الإسرائيلي. أولا، فقد البدو الكثير من الأراضي خلال عملية طردهم إلى منطقة السياج. ثانياً، أراضي منطقة السياج هي أكثر جفافاً من تلك الواقعة في النقب الشمال غربي. ثالثاً، تعتبر دولة إسرائيل أراضي السياج تابعة لها، وبالتالي تتيح الفلاحة باتفاقية استئجار. لا تقتصر هذه الظاهرة على البدو، فـ 93 %من أراضي الدولة تخضع لملكية الدولة، وبالتالي يستأجر معظم المزارعين اليهود الأراضي من الدولة؛ يكمن الفرق في أن المزارعين اليهود يستأجرون الأرض لفترة تبلغ 49 عاما مع إمكانية التمديد، كما ويستطيعون بالإضافة إلى ذلك استئجار أراضٍ أخرى باتفاقيات سنوية، بينما يشكل البديل الثاني الإمكانية القائمة الوحيدة بالنسبة للبدو. وعليه يُطلب من المزارعين البدو تجديد التصريح الذي يحصلون عليه من السلطات، وأحياناً يكون عدم التجديد إمكانية واردة أو أنهم يحصلوا على قسيمة أخرى غير تلك التي فلحوها في العام المنصرم. رابعاً، لا يحصل المزارعين البدو على حصص مياه كتلك التي تُمنح لجيرانهم من اليهود؛ هنالك بعض المزارعين الذين يحرمون من أي حصص من المياه، فيضطرون إلى دفع ثمن المياه حسب تسعيرة الاستعمال البيتي، التي تصل إلى 5.3 أضعاف سعر المياه المعدة لأهداف زراعية. لا يحظى البدو بالدعم الحكومي التي يمنح للزراعة البعلية في سنوات الجفاف . وأخيراً، وبكل ما يتعلق بفلاحة القسائم التي لم يحصل البدو على المصادقة بخصوصها، تتبع السلطات سياسة مشددة، وتعتمد رش المحاصيل والقسائم بمواد كيميائية أو تقوم بحرثها.  